# VDI 4663
Die Richtlinie VDI 4663 „Bewertung von Energie- und Stoffeffizienz – Methodische Anwendung des Physikalischen Optimums“ beschreibt den gesamten Verbesserungsprozess der Energiewandlung, -verteilung und -nutzung in Form eines Leitfadens. Den Richtlinien des VDI wird der Status allgemein anerkannter Regeln der Technik zugeschrieben.
Diese Richtlinie richtet sich an Personen, die eine Verminderung der Energieintensität ihrer Organisation (Unternehmen, Kommunen, Liegenschaften, Energieversorger und sonstige energieintensive Nutzer) anstreben.
Als Hilfsmittel zur Bewertung wird das physikalische Optimum (PhO) als idealer Referenzprozess definiert. Der Vorteil ist der Vergleich des realen Prozesses mit dem PhO. Somit ist ausgeschlossen, dass zu einem späteren Zeitpunkt, zu dem der Stand der Technik fortgeschritten ist, ein neuer Referenzpunkt bestimmt werden muss. Unter Nutzung von geeigneten Werkzeugen zur Bewertung und Verbesserung von Prozessen können mithilfe der Kennzahlen Potenziale ermittelt werden.
Herausgeber der Richtlinie ist die VDI-Gesellschaft Energie und Umwelt.

## Aufbau der Richtlinie

### Methodik
In der Richtlinie werden Methoden für ein systematisches Vorgehen in der Analyse und Bewertung der Energieeffizienz von Prozessen vorgestellt.
- Physikalisches Optimum und Grenzwerte
- Systemmodelle zur Anwendung der Methodik
- Definition des PhO-Faktors und der Leistungs- und Verbrauchswerte
- Abgrenzung des PhO-Faktors vom Wirkungsgrad
- Betrachtung des Übertragungsverhaltens mit der Methodik
- Einordnung und Vergleich mit bekannten Kennzahlen

### Werkzeuge
Des Weiteren werden geeignete Werkzeuge vorgestellt, um die Verbesserung zu bewerten und weitere Maßnahmen festlegen zu können.
- Sankey-Diagramm
- Erweiterte Pareto-Analyse
- Bewertung des Teillastverhaltens von Systemen
- Erweiterte Verlustkaskade
- Ökonomische und ökologische Prozessgestaltung

### Referenzformel
- Identifizierte Einflussfaktoren
- Festlegung der Kriterien
- Entwicklung der Referenzformeln
- Definition des Aktivitätsniveaus

## Aktuelles
Die Richtlinie wurde im Dezember 2021 veröffentlicht.